# Jorge Zepeda Patterson
Jorge Zepeda Patterson (Mazatlán, 24 ottobre 1952) è uno scrittore e giornalista messicano.

## Biografia
Nato a Mazatlán nel 1952, è laureato in Economia all'Universidad de Guadalajara con dottorato presso la Facultad Latinoamericana de Ciencias Sociales e la Sorbona.
Dopo gli inizi nel quotidiano spagnolo El País, ha fondato il periodico messicano "Siglo 21" e in seguito ha ricoperto il ruolo di direttore per svariate testate quali "Público", "Día Siete" e "El Universal" ottenendo importanti riconoscimenti in ambito giornalistico come il Premio Maria Moors Cabot nel 1999.
Conduttore del programma televisivo "Código", oltre alla carta stampata è attivo nel campo dell'informazione 2.0 con la co-fondazione del sito unafuente.com e la direzione della testata online "Sinembargo.mx".
Ha esordito nella narrativa nel 2013 con il thriller I corruttori al quale hanno fatto seguito altri tre romanzi di cui Milena vincitore nel 2014 del prestigioso Premio Planeta.

## Opere principali

### Narrativa
- I corruttori (Los corruptores, 2013), Milano, Mondadori, 2015 traduzione di Pino Cacucci ISBN 978-88-04-64775-1.
- Milena (Milena o el fémur más bello del mundo, 2014), Milano, Mondadori, 2016 traduzione di Pino Cacucci ISBN 978-88-04-66120-7.
- Los usurpadores (2016)
- Muerte en contrarreloj (2018)

### Saggistica
- Michoacán: Economía, política y sociedad (1985)
- Las sociedades Rurales Hoy (1988)
- Los suspirantes. Los candidatos de carne y hueso (2005)
- El presidente (2006)
- Los amos de México (2007)
- El Presidente Electo. Instructivo para sobrevivir a Calderón y su gobierno con Salvador Camarena (2007)
- Los intocables (2008)

## Riconoscimenti
- Premio Maria Moors Cabot: 1999
- Premio José Pagés Llergo: 2009
- Premio Planeta: 2014 vincitore con Milena